# Донохью, Эмма
Эмма Донохью (англ. Emma Donoghue; род. 24 октября 1969[…], Дублин) — ирландская и канадская писательница, драматург, литературовед и сценаристка.
Прежде всего известна как автор романа «Комната», который стал международным бестселлером и вошёл в финал Букеровской премии. В 2015 году вышла экранизация этого романа, за которую писательница была номинирована на кинопремию «Оскар» за лучший адаптированный сценарий.

## Биография
Эмма Донохью родилась 24 октября 1969 года в Дублине, Ирландия. Она была самой младшей из восьми детей в семье Фрэнсис Рутледж и Дениса Донохю, академика и литературного критика. С отличием получила степень бакалавра гуманитарных наук в Университетском колледже Дублина. Докторскую степень по английской литературе получила в Гиртонском колледже (Кембридж). Написала диссертацию на тему дружбы между мужчинами и женщинами в художественной литературе XVIII-го века.
Учась в Кембридже, она встретила свою будущую жену — канадку Кристин Рулстон, которая преподаёт французский язык в Университете Западного Онтарио. В 1998 году пара переехала в Канаду, а в 2004 году Донохью получила канадское гражданство. Живёт в городе Лондон (Онтарио), где вместе с Рулстон воспитывает двоих приёмных детей, Финна и Уну.
В 1994 году написала свой первый роман «Stir Fry», он был достаточно благосклонно воспринят критиками и даже был выдвинут на несколько литературных премий. В 1995 году выходит второй роман «Капот», который также был встречен достаточно благосклонно, хоть и не повторил успеха первого романа.
В 2010 году выходит самая знаменитая книга Эммы Донохью — роман «Комната». В нём писательница по примеру книг Элис Сиболд и романов Лори Андерсон остро поднимает проблему насилия над беззащитной женщиной и её ребёнком. Роман становится мировым бестселлером после экранизации в 2015 году.
В 2015 году выходит исторический роман Frog Music, основанный на реальной истории убийства XIX века.
В 2016 году Эмма Донохью публикует роман The Wonder, вошедший в шорт-лист премии Giller Prize.